# 1991년 소련 국민투표

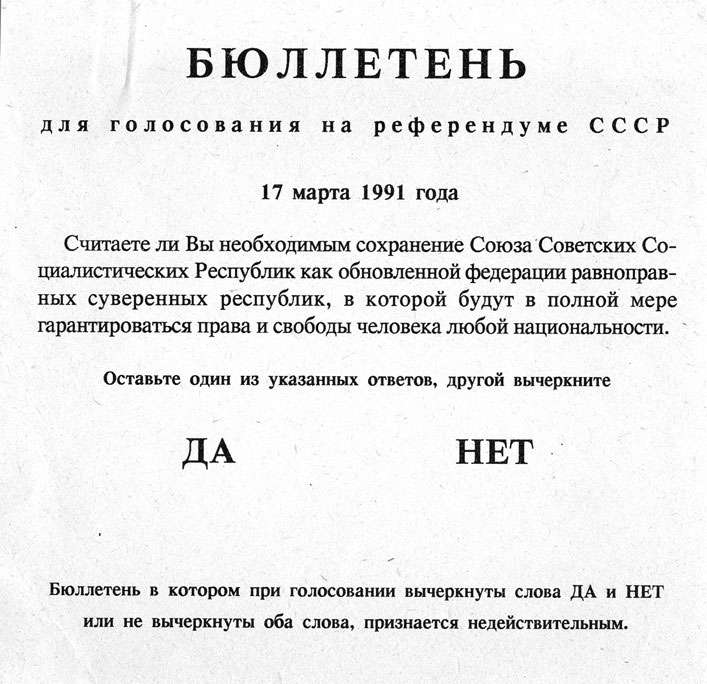
당시 투표용지의 모습.

1991년 소련 국민투표, 공식 명칭 소련 존속에 관한 전연방 국민투표(러시아어: Всесоюзный референдум о сохранении СССР)는 1991년 3월 17일 소련 전역에서 실시된 소련 미래에 대한 국민투표이다. 소련의 역사상 유일하게 열린 국민투표였지만 소련의 15개 공화국 중 6개 공화국이 국민투표를 보이콧해 모든 지역에서 투표를 열진 못했다. 국민투표에서는 1922년 소련 수립 조약을 대신해 공화국 간 소련을 유지할 조약으로 신연방조약을 승인할 지 여부를 물었다. 유권자에게 물어본 국민투표의 물음은 다음과 같다.
소비에트 사회주의 공화국 연방을 모든 국적의 사람의 권리와 자유가 완전히 보장되는 평등한 주권 공화국의 새로운 연방으로 보존해야 한다고 생각합니까?

카자흐스탄에서는 국민투표의 문장에서 "평등한 주권 공화국"이라는 단어가 "평등한 주권국"으로 바뀌어 있었다. 또한 우즈베키스탄, 우크라이나, 키르기스스탄에서는 각 공화국의 주권과 독립에 대한 추가적인 질문도 있었다.
아르메니아, 에스토니아, 그루지야(분리독립을 선언한 압하스와 남오세티야 제외), 리투아니아, 라트비아, 몰도바(트란스니스트리아와 가가우즈 제외)는 국민투표를 보이콧했다. 소련 나머지 지역에서 투표율은 약 80%로 나왔다.
국민투표에 참여한 9개 공화국에서 유권자의 거의 80%가 국민투표의 문항에 찬성했다. 하지만 소련 공산당 보수파의 8월 쿠데타로 당시 다음 날 예정되었던 신연방조약의 서명이 무산되었다. 쿠데타는 실패했지만 쿠데타 미수로 고르바초프의 권력이 완전히 상실되었다. 이후 각 공화국에서 개별적인 독립 국민투표가 잇다라 시행되어 독립이 통과되었고 1991년 12월 26일 소련은 완전히 붕괴되었다.

## 국민투표 조직
1990년 12월 24일 제4차 소련 인민대표대회에서 대의원들은 거수투표를 통해 소비에트 사회주의 공화국 연방을 모든 국적의 인권과 자유가 완전히 보장되는 평등한 주권 공화국의 새로운 연방으로 보존하는 것이 필요하다고 결정했다. 국민투표에는 아래의 총 5가지 조항을 물을 예정이었다. 다만 아래 조항의 결과에 따라 법적 혹은 입법에 관해서 어떻게 바뀔 지에 대해서는 정해지지 않았다.
1. 소비에트 사회주의 공화국 연방을 모든 국적의 사람의 권리와 자유가 완전히 보장되는 평등한 주권 공화국의 새로운 연방으로 보존해야 한다고 생각합니까? (예/아니오)
2. 소련을 단일 국가로 보존해야 한다고 생각합니까? (예/아니오)
3. 소련에서 사회주의 체제를 보존해야 한다고 생각합니까? (예/아니오)
4. 재건된 소련에서 소비에트 권력을 보존해야 한다고 생각합니까? (예/아니오)
5. 신연방에서 모든 국적의 사람의 권리와 자유가 완전히 보장되어야 한다고 생각합니까? (예/아니오)

같은 날 소련 공산당 서기장이자 대통령인 미하일 고르바초프의 주도로 의회는 토지의 사적 소유권 문제와 동등한 주권을 가진 소비에트 사회주의 공화국의 연합체로 재건된 연방을 유지하는 문제 두가지에 대한 국민투표 실시에 관한 두 가지 결의안을 채택했다. 앞의 결의안에는 1,553명의 대의원이 찬성, 84명이 반대, 70명이 기권했다. 뒤의 결의안에는 1,677명의 대의원이 찬성, 32명이 반대, 66명이 기권했다.
하지만 첫 결의안에 대해서 소련 최고 입법위원회 의장인 유리 칼미코프는 나중에 소련 최고 소비에트 회의에서 대통령이 사유재산 문제에 대한 국민투표 실시를 자제해 달라고 요청했다.
두 번째 결의안은 통과되었다. 소련 인민대표대회에서는 "소련의 운명에 대해 우려를 호소하는 수많은 노동자들의 호소와 관련하여, 그리고 통일된 연방국가의 보존이 국가생활의 가장 중요한 문제이며 모든 인민, 소련 전체 인민의 이익에 영향을 미친다는 점을 고려해" 다음과 같이 결정했다고 말했다.

1. 각 공화국의 투표 결과를 개별적으로 고려하여 동등한 주권 소비에트 사회주의 공화국 연방으로 재건한 연방의 보존문제를 결정하기 위해 소련에 국민투표를 실시한다.
2. 소련 최고 소비에트에게 국민투표의 날짜와 이를 보장하기 위한 조치를 결정하도록 위임한다.

— 1990년 12월 24일 소련 의회 결의안 제1856-1호

1990년 12월 27일에는 소련 인민대표대회는 "국민투표에 관한 법률"을 제정하기로 결정했고 이 법은 당일 채택되었다. 소련 법률 국민투표에 관한 법률 제5조에 따르면 소련의 국민투표 소집권은 소련 인민대표대회가 가지고 있으며, 소련 인민대표대회의 배타적 관할권에 속하지 않은 사안에 대해서는 의회 회기 기간 소련 최고 소비에트에 속하도록 규정되었다.
1991년 1월 16일에는 소련 최고 소비에트가 "소련 제4차 인민대표대회 결정에 따라, 또한 소련 국민투표에 관한 법률에 따라 소비에트 연방의 운명에 대한 역사적 책임은 인민 스스로 외에는 누구도 질 수 없다는 사실에서 출발한다"고 말하며 아래와 같이 결의안을 발표했다.

1. 1991년 3월 17일 일요일에 소련 전 영토에서 평등한 공화국의 연방으로서 소련의 연방존속 문제에 대한 소련 내 국민투표를 개최한다.
2. 비밀투표용 투표용지에는 국민투표에 제시된 질문의 문구와 유권자의 답변 선택지에 대한 다음 요구를 포함한다.
"소비에트 사회주의 공화국 연방을 모든 국적의 사람의 권리와 자유가 완전히 보장되는 평등한 주권 공화국의 새로운 연방으로 보존해야 한다고 생각합니까?"이 질문지이며, "예" 혹은 "아니오"를 선택지로 둔다.
3. 각 공화국의 투표 결과를 개별적으로 고려하여 소비에트 사회주의 공화국 연방 전체에 대한 투표 결과를 결정한다.

— 1991년 1월 16일 소련 최고 소비에트 결의안 제1910-1호

## 투표 시행
전연방 국민투표 결정에 대해, 각 공화국별로 서로 다른 반응을 보였다.

### 투표 찬성 공화국
벨로루시 SSR, 우크라이나 SSR, 우즈베크 SSR, 카자흐 SSR, 아제르바이잔 SSR, 키르기스 SSR, 타지크 SSR, 투르크멘 SSR에서는 공화국 중앙국민투표위원회가 설립되었고 선거구가 구성되었으며 각 지구 및 선거구별 위원회가 설립되는 등 국민들이 국민투표에 참여할 수 있게 보장하는 조치가 취해졌다.

#### 러시아 SFSR

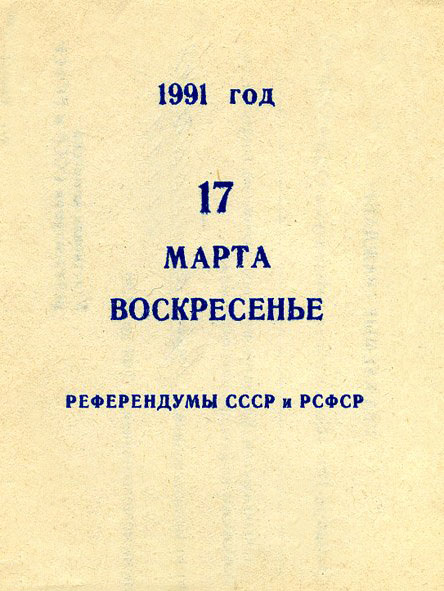
1991년 3월 17일 선거 홍보 포스터의 모습.

1월 25일, 보리스 옐친이 러시아 소비에트 연방 사회주의 공화국 최고 소비에트 대통령직을 맡은 최고 소비에트 회의는 1991년 3월 17일 일요일에 러시아 SFSR에서 소련을 서로 동등한 공화국들의 연합으로 유지한다는 안건에 대해 국민투표를 실시했다. 1991년 2월 7일 러시아 최고 소비에트는 소련 연방 국민투표와 동시에 러시아 공화국에만 실시되는 국민투표도 진행되기로 결정되었는데 이 투표에서는 러시아 최고 소비에트에 선출 대통령직을 둘지에 대해 물어보았다.

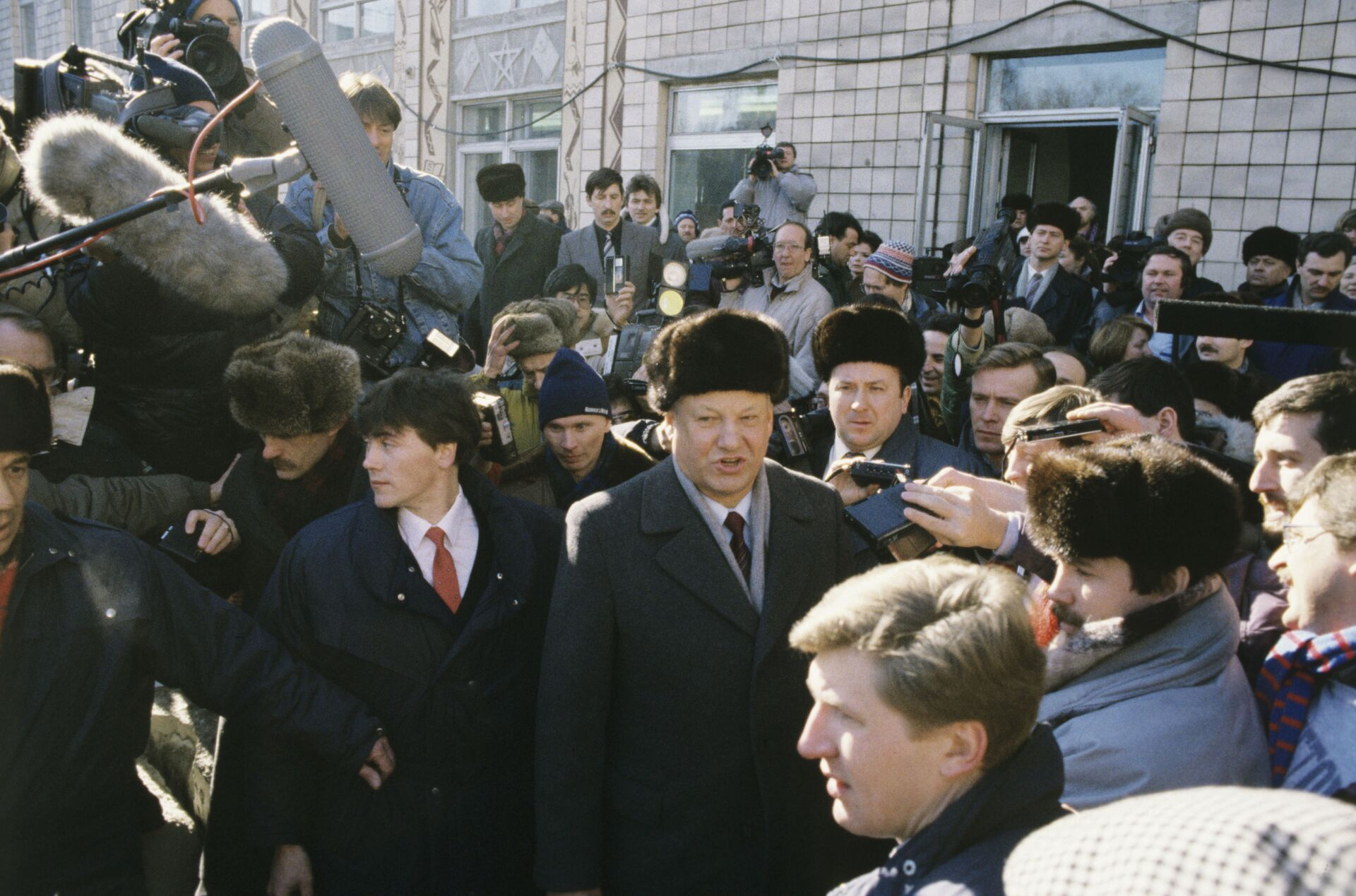
1991년 소련 국민투표에 참여한 보리스 옐친 최고 소비에트 의장(가운데)이 투표소 근처에서 기자들에게 둘러싸여 있다.

결국 3월 17일 소련 국민투표와 함께 러시아의 선출 대통령직에 관한 국민투표도 같이 실시되었다. 러시아 국민투표에서는 소련 시민의 75.09%에 참여했으며, 이 중 71.3%가 찬성표를 던졌다. 3개월 후인 1991년 6월 12일에는 1991년 러시아 대통령 선거에서 보리스 옐친이 대통령으로 선출되었다.
2월 28일에는 모스크바 시의회 의장단이 3월 17일 소련과 러시아 SFSR의 국민투표와 함께 추가로 모스크바에서만 열리는 여론조사형 주민투표도 같이 실시하기로 결정했다. 이 주민투표에서는 "모스크바 주민이 모스크바의 시장을 직접선거로 뽑아야 한다고 생각하십니까?"라는 질문이 던져졌다. 모스크바 시민의 67.63%가 투표에 참여했으며 이 중 81.14%가 모스크바 시장의 직접선거를 지지했다. 이 주민투표와 함께 일부 모스크바 내 지방의회의 대의원 선거도 같이 열렸다.

#### 카자흐 SSR
카자흐 SSR 최고 소비에트는 전연방 국민투표에서 투표에 부쳐진 질문을 "소비에트 사회주의 공화국 연방을 모든 국적의 사람의 권리와 자유가 완전히 보장되는 평등한 주권국의 새로운 연방으로 보존해야 한다고 생각합니까"으로 바꾸었다. 동시에 카자흐 SSR 최고 소비에트 의장단은 공화국 내 투표 결과를 소련 국민투표의 전체 결과에 공식적으로 포함시켜 달라고 요구했다.

#### 벨로루시 SSR
벨로루시 SSR 최고 소비에트는 미칼라이 제먄체이 의장이 배석한 가운데 1월 21일 공화국 차원에서 국민투표를 조직했으며, 국민투표에서 물어보는 질문의 내용, 투표 절차, 투표 결과와 시민이 내린 결정의 역사적 중요성을 국민에게 설명하기를 권고한다고 결정했다.

#### 우크라이나 SSR

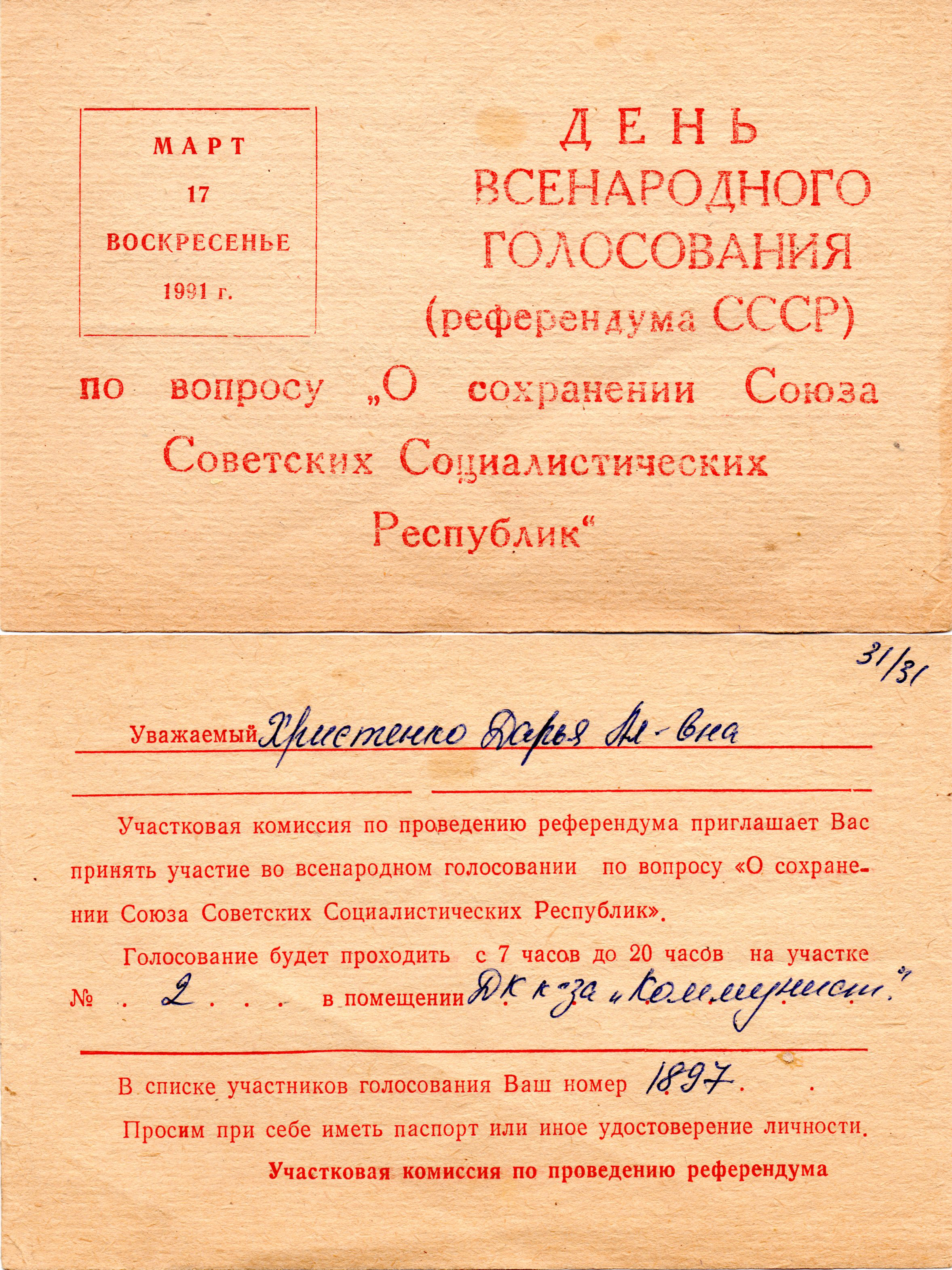
소련 국민투표에 참여하자는 초대엽서의 모습. 우크라이나 SSR의 미콜라이우주의 한 가정에게 보내진 엽서이다.

우크라이나 SSR 최고 소비에트 의장단은 전연방 국민투표의 개최를 지지했다. 또한 투표용지에는 "우크라이나가 우크라이나 주권 선언에 기반하여 소비에트 주권국가연합의 일원이 되야 한다는 데 동의하십니까?"에 예/혹은 아니오로 답하는 두 번째 문항이 추가되었다. 첫 번째 질문에는 투표한 유권자의 70.2%가 찬성, 28%가 반대했으며 우크라이나 SSR의 주권국가연합 편입 문제에 관한 두 번째 질문에서는 투표자의 80.2%가 찬성했다.
크림반도에서는 별도로 단독개표가 이뤄지지 않았다. 크림 자치 공화국은 1991년 2월 12일 우크라이나 SSR의 법령에 따라 그 주체가 복원되었으나 관련 법조항은 1991년 6월 19일까지 우크라이나 SSR 헌법에 포함되어 있지 않았으며 소련 헌법도 개정되지 않았다.

### 국민투표를 시행하지 않은 공화국
이미 1991년 2월 15일 소련 최고 소비에트는 특정 공화국의 최고 소비에트가 소련 헌법과 법률을 위반하여 국민투표를 실시하기로 한 제4차 인민대표대회 결정의 이행을 막고 있다고 지적했다. 이 공화국에서는 소련 최고 소비에트가 승인한 국민투표를 실시하지 않거나 공화국 정당 및 지역의 다른 이슈로 보완하거나 전인민 국민투표 대신 공화국 내 자체 투표 혹은 타 국민투표로 대체하는 시도가 이루어졌다.
소련 최고 소비에트에서는 국민투표의 질문은 주권 공화국의 내정에 간섭하지 않았고 국민투표에 참여할 기회를 박탈하는 것은 소련 헌법과 법률에 위배될 뿐 아니라 국가통치에 참여할 수 있는 참정권을 침해하는 행위이므로 특정 공화국이 국민투표 참여를 제한하는 행위가 불법이며 통치행위가 아니라고 판단했다.
소련 최고 소비에트는 공화국의 중앙국민투표위원회가 설치되지 않은 연방 내 공화국의 지방정부가 독립적으로 선거구와 선거 구획을 구성하고 소련 국민투표를 위한 선거위원회와 구획위원회를 승인할 수 있도록 허용했다. 또한 투표가 시행되지 않은 공화국에서 소련 국방부, 국가보안위원회(KGB), 소련 내무부, 소련군 각 부대 내에서 선거구와 선거구획을 지정하 선거위원회를 조직했으며, 소련군 병력과 각 가족 뿐 아니라 거주지에서 투표할 기회를 박탈당한 시민들을 선거명부에 등록할 수 있도록 허용했다.
조지아, 라트비아, 리투아니아, 몰도바, 아르메니아, 에스토니아의 최고 소비에트는 어떤 식으로든 공화국 영토 내에서 전연방 국민투표가 실시되는 일을 막았으며 공화국 중앙국민투표위원회도 세우지 않았다. 그럼에도 불구하고 이 공화국 내에서도 선거위원회가 세워진 선거구 구획(각 마을과 군부대)에선 투표가 실시되었다. 국민투표가 실시되지 않은 공화국에서는 총 31개 선거구, 330개 독립선거구, 1,300개 선거구 선거위원회가 수립되었다.

#### 아르메니아
1990년 8월 23일 아르메니아 주권국 선언을 한 아르메니아는 전연방 국민투표 조직을 거부했으며 1991년 2월 아르메니아 최고 소비에트는 공화국의 독립 확인에 대한 국민투표를 결정하기로 결정했다. 국민투표는 6개월 후 열릴 예정이었다.
1991년 9월 21일에는 아르메니아의 독립에 대한 국민투표가 열렸으며 투표 문항은 "아르메니아 공화국이 소련으로부터 분리독립해 독립적인 민주국가가 되어야 한다고 생각합니까?"였다. 유권자의 95%가 독립에 찬성했으며 투표한 사람들의 99%가 소련 탈퇴에 찬성했다.

#### 그루지야
당시 그루지야 최고 소비에트는 소련 국민투표를 보이콧했고, 대신 1918년 5월 26일 독립법에 근거한 조지아의 독립 회복에 대한 국민투표가 3월 31일로 예정되었다. 이 독립투표에서는 유권자의 90.79%(압하스 포함)이 투표에 참여했으며 이 중 99.08%가 조지아의 독립에 찬성했다.
2월 4일에는 자칭 남오세티야 공화국 최고 소비에트 회의에서는 소련 대통령에게 남오세티야 내 그루지야 무장 부대를 철수하고 소련 내무부가 남오세티야 영토 전역에 비상사태를 선포해 달라고 요구했다. 조지아에서는 금지되었지만 남오세티야에서는 자체적으로 열린 소련 국민투표 당일에는 조지아 무장 세력이 츠힌발리를 대규모로 공격하기 시작했고, 다음 날인 3월 18일에는 예레드비에서 암살 사건이 발생했다. 남오세티야에서는 투표에 참여한 44,000명 중 9명만이 소련의 존속에 반대했다.
1991년 3월 17일 열린 1991년 압하스 신연방조약 국민투표에서는 통일 소련의 존속에 대해 투표자의 99.06%가 찬성했다.

#### 라트비아
라트비아 최고 소비에트는 전연방 국민투표를 보이콧하겠다고 발표했다.
3월 3일에는 자체적인 독립 국민투표가 열렸다. 라트비아의 주민 1,666,128명이 투표에 참여(투표율 87.6%)했으며 이 중 73.7%가 독립에 찬성하고 24.7%가 반대했다.

#### 리투아니아
소련 최고 소비에트가 국민투표를 시행하기로 결정하자, 리투아니아 최고 소비에트는 "리투아니아 공화국의 국민투표에 관한 결의안"(이후 1991년 1월 18일 결의안을 확정)을 발표했으며, 이에 따라 1990년 3월 11일에 선포한 리투아니아의 독립 문제에 대한 전국 국민투표를 시행하기로 결정했다. 이는 소련의 대통령이 발표했던 국민투표 개최 예정을 공화국이 그 이행을 차단하러는 시도로 규정되었으며, 고르바초프는 이를 "리투아니아 국가의 미래에 대한 국민투표"라고 부르면서 법적으로 투표가 불가능하다고 선언하러 시도했다. 하지만 전연방 국민투표는 공화국이 개최를 막았으며 당시 소련 중앙정부와 KGB가 통제하는 건물 안에서만 제한적인 인원으로 조직된 투표소에서 투표를 진행할 수 있었다.
2월 9일에는 리투아니아의 독립 문제에 대한 전국적인 '여론조사'(사실상의 국민투표)가 실시되었다. 유권자의 84%가 투표에 참여했으며 이 중 90.4%가 독립 민주 리투아니아 공화국 수립에 찬성했다. 2월 12일에는 아이슬란드가 리투아니아의 독립 선언을 승인했다.

#### 몰도바
몰도바 SSR은 전연방 국민투표를 보이콧했지만 자칭 가가우즈 공화국과 트란스니스트리아 몰도바 사회주의 공화국에서는 국민투표 시행을 지지했다. 트란스니스트리아에서는 유권자의 84%가 투표에 참여했으며 그 중 98%가 소련 존속에 찬성했다. 가가우즈에서는 유권자의 97%가 투표에 참여했으며 그 중 98%가 소련 존속에 찬성했다. 또한 키시너우에서는 소련 국방부 군부대 영내에서 전연방 국민투표가 열렸다.

#### 에스토니아
3월 17일 에스토니아 최고 소비에트에서는 전연방 국민투표 불참을 선언했지만 주로 러시아계 에스토니아인이 거주하는 동북부 지역과 탈린의 지방 정부가 독립적으로 투표위원회를 조직했다. 에스토니아에서는 등록된 유권자의 74.2%가 투표에 참여했으며 이 중 95.0%가 소련 잔류에 찬성했다.
3월 3일에는 위의 투표와 별개로 에스토니아가 에스토니아 공화국의 독립 회복에 관한 국민투표를 열었는데 이 투표에는 에스토니아 공화국의 법정승계자(주로 에스토니아 국적인)와 에스토니아 공화국 독립 지지 성명서를 정부에게 내고 에스토니아 의회에게 '영주권'을 부여받은 사람만 참석할 수 있었다. 투표에 참여한 사람 중 77.8%가 에스토니아의 독립에 찬성했다.
위의 독립 국민투표와 함께 "주권국 에스토니아가 소련 내에 남아있길 원하십니까?"라는 질문의 국민투표가 병행해서 실시되었는데, 이 투표에서는 투표에 참석한 절대다수가 찬성했다.
3월 11일 덴마크 정부는 에스토니아의 독립을 승인했다.

## 결과
| 선택                   | 투표        | %    |
| ---------------------- | ----------- | ---- |
| 찬성                   | 113,512,812 | 77.8 |
| 반대                   | 32,303,977  | 22.2 |
| 무효표/기권            | 2,757,817   | –    |
| 총합                   | 148,574,606 | 100  |
| 등록된 유권자수/투표율 | 185,647,355 | 80.0 |
| 출처: Nohlen & Stöver  |             |      |

### 공화국별 결과
| |             | 명         | %    | 명         | %    | 명         | %    | 명        | %   |
| 러시아 SFSR | 105 643 364 | 79 701 169 | 75.4 | 56 860 783 | 71.3 | 21 030 753 | 26.4 | 1 809 633 | 2.3 |
| 바시키르 ASSR | 2 719 637   | 2 221 158  | 81.7 | 1 908 875  | 85.9 | 269 007    | 12.1 | 43 276    | 2.0 |
| 부랴트 자치 소비에트 사회주의 공화국 | 668 231     | 535 802    | 80.2 | 447 438    | 83.5 | 78 167     | 14.6 | 10 197    | 1.9 |
| 다게스탄 소비에트 사회주의 자치 공화국 | 1 008 626   | 812 009    | 80.5 | 670 488    | 82.6 | 131 522    | 16.2 | 9 999     | 1.2 |
| 카바르디노발카르 소비에트 사회주의 자치 공화국 | 489 436     | 372 607    | 76.1 | 290 380    | 77.9 | 77 339     | 20.8 | 4 888     | 1.3 |
| 칼미크 소비에트 사회주의 자치 공화국 | 204 301     | 169 124    | 82.8 | 148 462    | 87.8 | 17 833     | 10.5 | 2 829     | 1.7 |
| 카렐리야 소비에트 사회주의 자치 공화국 | 551 644     | 418 101    | 75.8 | 317 854    | 76.0 | 92 703     | 22.2 | 7 544     | 1.8 |
| 코미 소비에트 사회주의 자치 공화국 | 797 049     | 543 403    | 68.2 | 412 842    | 76.0 | 119 678    | 22.0 | 10 883    | 2.0 |
| 마리 소비에트 사회주의 자치 공화국 | 525 685     | 418 599    | 79.6 | 333 319    | 79.6 | 77 239     | 18.5 | 8 041     | 1.9 |
| 모르도바 소비에트 사회주의 자치 공화국 | 677 706     | 571 631    | 84.3 | 459 021    | 80.3 | 101 886    | 17.8 | 10,724    | 1.9 |
| 북오세티야 소비에트 사회주의 자치 공화국 | 428 307     | 367 858    | 85.9 | 331 823    | 90.2 | 32 786     | 8.9  | 3 249     | 0.9 |
| 타타르 소비에트 사회주의 자치 공화국 | 2 532 383   | 1 951 768  | 77.1 | 1 708 193  | 87.5 | 211 516    | 10.8 | 32 059    | 1.7 |
| 틀:나라자료 투반 ASSR | 171 731     | 138 496    | 80.6 | 126 598    | 91.4 | 9 404      | 6.8  | 2 494     | 1.8 |
| 우드무르트 소비에트 사회주의 자치 공화국 | 1 103 083   | 819 140    | 74.3 | 622 714    | 76.0 | 180 289    | 22.0 | 16 137    | 2.0 |
| 체첸-인구시 소비에트 사회주의 자치 공화국 | 712 139     | 419 012    | 58.8 | 318 059    | 75.9 | 94 737     | 22.6 | 6 216     | 1.5 |
| 추바시 소비에트 사회주의 자치 공화국 | 900 913     | 748 420    | 81.3 | 616 387    | 82.4 | 113 249    | 15.1 | 18 784    | 2.5 |
| 야쿠트 소비에트 사회주의 자치 공화국 | 688 679     | 541 993    | 78.7 | 415 712    | 76.7 | 116 798    | 21.6 | 9 483     | 1.8 |
| 우크라이나 SSR ¹ | 37 732 178  | 31 514 244 | 83.5 | 22 110 899 | 70.2 | 8 820 089  | 28.0 | 583 256   | 1.8 |
| 벨로루시 SSR | 7 354 796   | 6 126 983  | 83.3 | 5 069 313  | 82.7 | 986 079    | 16.1 | 71 591    | 1.2 |
| 우즈베크 SSR | 10 278 938  | 9 816 333  | 95.4 | 9 196 848  | 93.7 | 511 373    | 5.2  | 108 112   | 1.1 |
| 카라칼파크 소비에트 사회주의 자치 공화국 | 584 208     | 577 717    | 98.9 | 563 916    | 97.6 | 10 133     | 1.8  | 3 668     | 0.6 |
| 카자흐 SSR ² | 9 999 433   | 8 816 543  | 88.2 | 8 295 519  | 94.1 | 436 560    | 5.0  | 84 464    | 0.9 |
| 아제르바이잔 SSR (아제르바이잔) ³ | 3 866 659   | 2 903 797  | 75.1 | 2 709 246  | 93.3 | 169 225    | 5.8  | 25 326    | 0.9 |
| 틀:나라자료 나흐츠반 ASSR (나흐츠반 자치 공화국) | 174 364     | 35 866     | 20.6 | 31 328     | 87.3 | 3 620      | 10.1 | 918       | 2.6 |
| 키르기스 SSR (키르기스스탄) | 2 341 646   | 2 174 593  | 92.9 | 2 057 971  | 94.6 | 86 245     | 4.0  | 30 377    | 1.4 |
| 타지크 SSR | 2 549 096   | 2 407 552  | 94.4 | 2 315 755  | 96.2 | 75 300     | 3.1  | 16 497    | 0.7 |
| 투르크멘 SSR | 1 847 310   | 1 804 138  | 97.7 | 1 766 584  | 97.9 | 31 203     | 1.7  | 6 351     | 0.4 |
| 참고: ¹ 크림반도의 투표 결과는 우크라이나 SSR의 투표 결과에 포함됨. 세바스토폴을 제외한 크림반도에서는 투표자 1,239,092명(투표율 79.3%) 중 1,085,570명(87.6%)가 찬성했다. ² 카자흐 SSR에서는 국민투표 문구가 타 공화국의 투표용지와 다르다. ("소련을 평등한 주권국의 연방으로 유지하는 것에 찬성합니까?"로 변경됨.) ³ 나고르노카라바흐에서는 아제르바이잔계 카라바흐인과 이 지역에 주둔하는 군인, 그 가족만이 투표에 참여했다. 아르메니아계 카라바흐인은 나고르노카라바흐 ASSR 정부가 해체되었다는 일에 반발하여 투표 참여를 거부했다.. |             |            |      |            |      |            |      |           |     |

### 기타 공화국
1991년 3월 3일 에스토니아에서는 1940년 소련이 점령했던 에스토니아 공화국의 복원에 대한 공식 국민투표가 열렸다. 투표 결과 77.8%가 에스토니아 공화국의 복원에 찬성했다. 라트비아에서도 1991년 3월 3일 독립에 대한 국민투표가 열렸고 결과 74.9%가 독립에 찬성했다. 리투아니아에서는 1991년 2월 9일 독립 국민투표가 열렸고 결과 유권자의 93%가 독립에 찬성했다.
조지아는 연방 국민투표 2주 후인 3월 31일에 독립에 대한 국민투표를 열었고, 아르메니아는 9월 21일에 독립 국민투표를 열어 둘 다 압도적인 독립 찬성이 나왔다.
즉 이 5개 공화국에서는 친소련 전선이나 조직이 공식적인 제재 없이 별도로 자발적인 국민투표를 조직, 개최했다. 투표율은 이 공화국의 유권자 50% 미만이었고 공식적으로는 소린 국민투표 중앙위원회의 성명서에 이 공화국들의 투표 결과가 포함되지 않았다.
| 공화국명 | 총 유권자수 | 투표 참여자수 | 투표 참여자수 | 찬성 투표자수 | 찬성 투표자수 | 반대 투표자수 | 반대 투표자수 | 무효 투표자수 | 무효 투표자수 |    |   |
| --- | ----------- | ------------- | ------------- | ------------- | ------------- | ------------- | ------------- | ------------- | ------------- | -- | - |
| 공화국명 | 총 유권자수 |               |               | 명            | %             | 명            | %             | 명            | %             | 명 | % |
| 몰도바 (몰도바 SSR) | 841 507     | 700 893       | 83.3          | 688 905       | 98.3          | 8 916         | 1.3           | 3 072         | 0.4           |    |   |
| 라트비아 (라트비아 SSR) | 670 828     | 436 783       | 65.1          | 415 147       | 95.1          | 18 015        | 4.1           | 3 621         | 0.8           |    |   |
| 리투아니아 (리투아니아 SSR) | 582 262     | 501 375       | 86.1          | 496 050       | 98.9          | 4 355         | 0.9           | 970           | 0.2           |    |   |
| 에스토니아 (에스토니아 SSR) | 299 681     | 222 240       | 74.2          | 211 090       | 95.0          | 10 040        | 4.5           | 1 110         | 0.5           |    |   |
| 조지아 (그루지야 SSR) ² | 45 696      | 44 012        | 96.3          | 43 950        | 99.9          | 9             | 0             | 53            | 0.1           |    |   |
| 틀:나라자료 압하스 ASSR ³ | 318 317     | 166 544       | 52.3          | 164 231       | 98.6          | 1 566         | 0.9           | 747           | 0.5           |    |   |
| 아르메니아 (아르메니아 SSR) | 4 923       | 3 549         | 72.1          | 2 549         | 71.6          | 966           | 27.2          | 42            | 1.2           |    |   |
| 참고: ¹ 다수의 지역 인민대의원회, 노동단체 및 기업, 기관 및 단체 내 노동단체 및 공공협회, 군부대 내 지휘부의 군지휘관 및 중앙위원회에 등록된 지구 및 구역위원회 등에서 중앙위원회의 것과는 별도로 소련 국민투표 위원회를 독립적으로 구성했다. ² 그루지야 SSR의 투표 결과는 자칭 남오세티야 자치주(현 남오세티야)에서의 투표결과와 거의 비슷했다. ³ 압하지야에는 자체적인 소련 국민투표 위원회가 구성되었다. 4 아자리야 자치 소비에트 사회주의 공화국에서는 투표가 열리지 않았다. |             |               |               |               |               |               |               |               |               |    |   |

| 투표 결과 집계(소련 중앙 국민투표위원회가 중앙에서 직접 검표) | 총 유권자수 | 투표 참여자수 | 투표 참여자수 | 찬성 투표자수 | 찬성 투표자수 | 반대 투표자수 | 반대 투표자수 | 무효 투표자수 | 무효 투표자수 |    |   |
| ------------------------------------------------------------- | ----------- | ------------- | ------------- | ------------- | ------------- | ------------- | ------------- | ------------- | ------------- | -- | - |
| 투표 결과 집계(소련 중앙 국민투표위원회가 중앙에서 직접 검표) | 총 유권자수 |               |               | 명            | %             | 명            | %             | 명            | %             | 명 | % |
| 소련                                                          | 1 261 721   | 1 233 858     | 97.8          | 1 107 980     | 89.8          | 113 283       | 9.2           | 12 595        | 1.0           |    |   |

## 추가 국민투표
일부 공화국에서는 국민투표를 실시할 때 투표용지에 질문지를 추가로 덧붙이기도 했다. 러시아에서는 차기 러시아의 대통령이라는 선출직을 만들어야 여부에 대한 국민투표 문항이 추가되었다. 키르기스, 우크라이나, 우즈베크에서는 신연방에서 공화국의 주권 보유 여부에 대한 추가 질문 문항이 붙여졌다.

### 키르기스
키르기스 SSR에서는 유권자들에게 "키르기스스탄이 동등한 권리를 가진 주권 공화국으로서 신연방에 속해야 한다는 데 동의하십니까?"라는 문항이 추가되었다. 이 국민투표는 81.7%의 투표율에 62.2%의 찬성률이 나왔다.
| 선택                | 투표 | %    |
| ------------------- | ---- | ---- |
| 찬성                |      | 62.2 |
| 반대                |      | 37.8 |
| 무효표/기권         |      | –    |
| 총합                |      | 100  |
| 출처: Nohlen et al. |      |      |

### 우크라이나
우크라이나 SSR에서도 유권자들에게 "우크라이나가 우크라이나 국가주권 선언에 기반하여 소비에트 주권국가연합의 일원이 되야 한다는 데 동의하십니까?"라는 질문이 주어졌다." 이 문항에는 81.7%의 찬성이 나왔다. 이후 우크라이나는 12월 1일 1991년 우크라이나 독립 국민투표에서 독립에 92%가 찬성했다.
| 선택                  | 투표       | %    |
| --------------------- | ---------- | ---- |
| 찬성                  | 25,224,687 | 81.7 |
| 반대                  | 5,655,701  | 18.3 |
| 무효표/기권           | 584,703    | –    |
| 총합                  | 31,465,091 | 100  |
| 등록 유권자수/투표율  | 37,689,767 | 83.5 |
| 출처: Nohlen & Stöver |            |      |

또한 같은 날 갈리치아 지역에 속하는 우크라이나의 이바노프란키우스크주, 르비우주, 테르노필주에서는 우크라이나의 독립국 수립에 대한 국민투표가 열렸다. 이 국민투표에 참여한 유권자 중 88%가 우크라이나의 독립을 지지했다.

### 우즈베크
우즈베크 SSR에서도 유권자들은 "우즈베키스탄이 동등한 권리를 가진 주권 공화국으로서 새로운 연방의 일부가 되어야 한다는 데 동의하십니까?"라는 문항이 추가되었다. 이 투표에서는 95.5%의 투표율에 94.9%가 찬성했다. 12월 29일에는 1991년 우즈베키스탄 독립 국민투표에서 우즈베크인의 98%가 독립에 투표했다.
| 선택                | 투표      | %    |
| ------------------- | --------- | ---- |
| 찬성                | 9,196,848 | 94.9 |
| 반대                | 511,373   | 5.1  |
| 무효표/기권         | 108,112   | 1.1  |
| 총합                | 9,824,304 | 100  |
| 출처: Nohlen et al. |           |      |

## 같이 보기
- 소련의 붕괴